# Episodi di Clarence (terza stagione)
La terza stagione della serie animata Clarence, composta da 40 episodi, è stata trasmessa negli Stati Uniti, da Cartoon Network, dal 10 febbraio 2017 al 24 giugno 2018.
In Italia è stata trasmessa dal 6 novembre 2017 al 29 giugno 2018 su Cartoon Network.
| nº | Titolo originale                                              | Titolo italiano                                                                   | Prima TV USA     | Prima TV Italia  |
| -- | ------------------------------------------------------------- | --------------------------------------------------------------------------------- | ---------------- | ---------------- |
| 1  | Sumo Goes West                                                | Sumo cambia scuola                                                                | 10 febbraio 2017 | 6 novembre 2017  |
| 2  | Valentimes                                                    | Buon San Valentino                                                                | 10 febbraio 2017 | 13 novembre 2017 |
| 3  | Clarence for President                                        | Clarence for president                                                            | 24 febbraio 2017 | 10 novembre 2017 |
| 4  | Rock Show                                                     | A tutto rock                                                                      | 24 febbraio 2017 | 8 novembre 2017  |
| 5  | Clarence's Stormy Sleepover - Episode 1: The Phantom Clarence | Il burrascoso pigiama party di Clarence - Episodio 1: Clarence il fantasma        | 5 giugno 2017    | 27 novembre 2017 |
| 6  | Clarence's Stormy Sleepover - Episode 2: Jeffery Wendle       | Il burrascoso pigiama party di Clarence - Episodio 2: Jeffery Wendle              | 5 giugno 2017    | 27 novembre 2017 |
| 7  | Clarence's Stormy Sleepover - Episode 3: Badgers & Bunkers    | Il burrascoso pigiama party di Clarence - Episodio 3: Il tasso e il bunker        | 5 giugno 2017    | 27 novembre 2017 |
| 8  | Clarence's Stormy Sleepover - Episode 4: Dingus & McNobrain   | Il burrascoso pigiama party di Clarence - Episodio 4: L'unione fa la forza        | 5 giugno 2017    | 27 novembre 2017 |
| 9  | Clarence's Stormy Sleepover - Episode 5: Bye Bye Baker        | Il burrascoso pigiama party di Clarence - Episodio 5: Addio signorina Baker       | 5 giugno 2017    | 27 novembre 2017 |
| 10 | Clarence's Stormy Sleepover - Episode 6: Flood Brothers       | Il burrascoso pigiama party di Clarence - Episodio 6: Un pigiama party tempestoso | 5 giugno 2017    | 27 novembre 2017 |
| 11 | Pool's Out for Summer                                         | Una giornata in piscina                                                           | 6 giugno 2017    | 20 novembre 2017 |
| 12 | Big Game                                                      | La partita                                                                        | 7 giugno 2017    | 24 novembre 2017 |
| 13 | The Boxcurse Children                                         | Non aprite quella scatola!                                                        | 8 giugno 2017    | 29 novembre 2017 |
| 14 | Karate Mom                                                    | Mamma karateka                                                                    | 12 giugno 2017   | 21 novembre 2017 |
| 15 | Clarence Loves Shoopy                                         | La regina dei fagioli                                                             | 13 giugno 2017   | 7 novembre 2017  |
| 16 | Public Radio                                                  | La radio di Clarence                                                              | 14 giugno 2017   | 22 novembre 2017 |
| 17 | Chad and the Marathon                                         | Chad e la maratona                                                                | 15 giugno 2017   | 30 novembre 2017 |
| 18 | Officer Moody                                                 | Agente Moody                                                                      | 19 giugno 2017   | 14 novembre 2017 |
| 19 | Gilben's Different                                            | Vietato crescere                                                                  | 20 giugno 2017   | 15 novembre 2017 |
| 20 | Cool Guy Clarence                                             | Quel bel tipetto di Clarence                                                      | 21 giugno 2017   | 16 novembre 2017 |
| 21 | Just Wait in the Car                                          | Tu aspetta in macchina!                                                           | 22 giugno 2017   | 17 novembre 2017 |
| 22 | Missing Cat                                                   | Gatto smarrito                                                                    | 26 giugno 2017   | 9 novembre 2017  |
| 23 | Big Trouble in Little Aberdale                                | Grosso guaio a Little Aberdale                                                    | 27 giugno 2017   | 23 novembre 2017 |
| 24 | Dare Day                                                      | All'ultima sfida                                                                  | 28 giugno 2017   | 1º dicembre 2017 |
| 25 | The Trade                                                     | Lo scambio                                                                        | 29 giugno 2017   | 2 dicembre 2017  |
| 26 | A Nightmare on Aberdale Street: Balance's Revenge             | Incubo ad Aberdale Street: la rivincita di Balance                                | 27 ottobre 2017  | 12 giugno 2018   |
| 27 | Chadsgiving                                                   | Giorno del Ringraziamento di Chad                                                 | 17 novembre 2017 | 14 giugno 2018   |
| 28 | A Sumoful Mind                                                | Le due facce dell'amicizia                                                        | 10 giugno 2018   | 11 giugno 2018   |
| 29 | Animal Day                                                    | Vita all'aria aperta                                                              | 10 giugno 2018   | 11 giugno 2018   |
| 30 | The Tunnel                                                    | Avventura nelle fogne                                                             | 10 giugno 2018   | 12 giugno 2018   |
| 31 | Talent Show                                                   | Talent show                                                                       | 10 giugno 2018   | 14 giugno 2018   |
| 32 | RC Car                                                        | Carla un'auto speciale                                                            | 10 giugno 2018   | 18 giugno 2018   |
| 33 | Dog King Clarence                                             | Il dog sitter                                                                     | 17 giugno 2018   | 19 giugno 2018   |
| 34 | Trampoline                                                    | Una strana vicina                                                                 | 17 giugno 2018   | 19 giugno 2018   |
| 35 | Clarence the Movie                                            | Il film di Clarence                                                               | 17 giugno 2018   | 20 giugno 2018   |
| 36 | Belson Gets a Girlfriend                                      | Belson ha la ragazza!                                                             | 17 giugno 2018   | 19 giugno 2018   |
| 37 | Brain TV                                                      | Troppa TV, Clarence!                                                              | 17 giugno 2018   | 19 giugno 2018   |
| 38 | Etiquette Clarence                                            | Clarence scrive un racconto                                                       | 24 giugno 2018   | 26 giugno 2018   |
| 39 | Video Store                                                   | Il videonoleggio                                                                  | 24 giugno 2018   | 23 giugno 2018   |
| 40 | Anywhere But Sumo                                             | Grandi amici                                                                      | 24 giugno 2018   | 29 giugno 2018   |

## Sumo cambia scuola
- Titolo originale: Sumo Goes West
- Trama: Quando Clarence viene a sapere che il suo migliore amico Sumo può trasferirsi in un'altra scuola, fa tutto ciò che è in suo potere per cercare di fermare la mossa.

## Buon San Valentino
- Titolo originale: Valentimes
- Trama: Dopo aver scoperto che la signora Baker non ha un San Valentino, Clarence la aiuta a mettersi in contatto con il signor Mozer, insegnante di Sumo della scuola elementare di Aberdale Ovest.

## Clarence for president
- Titolo originale: Clarence for President
- Trama: Jeff si arruola come manager di Clarence per la presidenza di classe nella 27ª elezione degli studenti di Aberdale.

## A tutto rock
- Titolo originale: Rock Show
- Trama: La band di Chad, Dogmon, suona uno spettacolo per la prima volta in anni, dando a Clarence e Mary la possibilità di fare davvero rock out.

## Clarence il fantasma
- Titolo originale: The Phantom Clarence
- Trama: Clarence ha in programma di gettare il pigiama party per terminare tutti i pigiama party con decorazioni, battaglie con i cuscini e giochi, ma manca una cosa: gli ospiti. Clarence vuole invitare tutti i suoi amici, ma trova che potrebbero aver bisogno di un po' 'convincente.

## Jeffery Wendle
- Titolo originale: Jeffery Wendle
- Trama: Durante la tempesta, Clarence esce a prendere a Jeff un'uvetta. Mentre andato, Jeff deve rimanere in casa con Chad e Mary, e alla fine impazzisce per far pulire la casa. Più tardi si mettono alla ricerca di Clarence.

## Il tasso e il bunker
- Titolo originale: Badgers & Bunkers
- Trama: Durante l'interruzione di corrente, Sumo e la sua famiglia si nascondono in un bunker. Lui e suo padre litigano se il tasso domestico di Sumo, Candice dovrebbe stare con loro nel bunker.

## L'unione fa la forza
- Titolo originale: Dingus & McNobrain
- Trama: Belson e il signor Reese si uniscono per trovare la signorina Baker durante l'interruzione di corrente.

## Addio signorina Baker
- Titolo originale: Bye Bye Baker
- Trama: Mentre cerca di arrivare in California per le vacanze senza dirlo a Clarence, la signorina Baker viene intrappolata nel negozio con Clarence, il sindaco, Meg (l'insegnante supplente) e una delle mamme di Jeff. I quattro si insospettiscono di Meg e cercano di lasciare il negozio.

## Un pigiama party tempestoso
- Titolo originale: Flood Brothers
- Trama: Quando la tempesta peggiora, tutti rimangono bloccati nella palestra della scuola e alla fine combattono. Dopo Clarence li ottiene per andare d'accordo, la grande alluvione si verifica e tutti lavorano insieme per bloccare l'alluvione di entrare nella scuola.

## Una giornata in piscina
- Titolo originale: Pool's Out for Summer
- Trama: I ragazzi vanno alla piscina della comunita' di Aberdale per una giornata di divertimento sul bagnato. Jeff vaga nella parte bassa; Sumo cerca di conquistare il trampolino di lancio, riscattandosi dalla pancia dell'estate scorsa; e Clarence si intrufola oltre i bagnini nella vasca idromassaggio.

## La partita
- Titolo originale: Big Game
- Trama: In una partita di baseball che il padre di Belson ha dato loro i biglietti, Chad, Clarence e Belson cercano di trovare il modo di divertirsi; Clarence cerca di attirare l'attenzione della mascotte di una squadra.

## Non aprite quella scatola!
- Titolo originale: The Boxcurse Children
- Trama: Clarence, Sumo e Jeff credono che il contenuto di un'antica scatola che hanno trovato nel fiume possa essere maledetto.

## Mamma karateka
- Titolo originale: Karate Mom
- Trama: Dopo aver sorpreso Clarence con i corsi di arti marziali all'Aberdojo, Mary viene convinta ad unirsi alla classe stessa. Ma mentre lei diventa più investito e interessato ad apprendere, Clarence si allontana dall'idea.

## La regina dei fagioli
- Titolo originale: Clarence Loves Shoopy
- Trama: Dopo aver capito che è sola, Clarence cerca di diventare amica della signora Shoop. Molti tentativi più tardi scopre che la signora Shoop fa i fagioli e cerca di ottenere l'intera città per provarli.

## La radio di Clarence
- Titolo originale: Public Radio
- Trama: Dopo aver ascoltato una trasmissione radiofonica pubblica durante le lezioni, Clarence è ispirato a registrare una propria intervista radiofonica con il suo amico Jeff.
- Curiosità: Clarence ha nominato il Grande Puffo, personaggio dei Puffi.

## Chad e la maratona
- Titolo originale: Chad and the Marathon
- Trama: Quando il Ciad si rende conto che le sue abitudini pigre potrebbero sfregare su Clarence, decide di partecipare alla Maratona di Aberdale.

## Agente Moody
- Titolo originale: Officer Moody
- Trama: Pezzi del passato del signor Reese si rivelano quando il suo vecchio compagno di polizia, l'agente Moody, visita la scuola elementare di Aberdale.

## Vietato crescere
- Titolo originale: Gilben's Different
- Trama: La neonata fuzz di Gilben scatena una discussione sulla pubertà che alla fine convince Clarence a comportarsi più da adulto.

## Quel bel tipetto di Clarence
- Titolo originale: Cool Guy Clarence
- Trama: Clarence incontra un nuovo amico che lo introduce ad un nuovo stile di vita e ad un lato di Aberdale di cui non ha mai saputo nulla.

## Tu aspetta in macchina!
- Titolo originale: Just Wait in the Car
- Trama: Mentre Mary fa delle commissioni, Clarence aspetta in macchina e lotta per combattere la noia.

## Gatto smarritto
- Titolo originale: Missing Cat
- Trama: Quando il gatto di Chelsea scompare, lei esita a chiedere aiuto, ma Clarence è determinato a trovare l'animale domestico perduto.

## Grosso guaio a Little Aberdale
- Titolo originale: Big Trouble in Little Aberdale
- Trama: Dopo aver trovato una misteriosa nuova bambina nel loro quartiere, Clarence, Jeff e Sumo la mostrano in giro per la città.

## All'ultima sfida
- Titolo originale: Dare Day
- Trama: Con Jeff in vacanza in Spagna, Sumo e Clarence si sfidano a osare sempre più assurdi ed estremi.

## Lo scambio
- Titolo originale: The Trade
- Trama: Dopo aver scambiato accidentalmente la carta di baseball preferita del Ciad, Clarence si trasforma in un venditore slick per riaverla.

## Incubo ad Aberdale Street: la rivincita di Balance
- Titolo originale: A Nightmare on Aberdale Street: Balance's Revenge
- Trama: Clarence usa una speciale jack-o'-lantern per entrare nei sogni della gente, e viene a sapere che qualcosa sta causando i suoi amici ad avere incubi.

## Giorno del Ringraziamento di Chad
- Titolo originale: Chadsgiving
- Trama: Clarence è entusiasta della cena del Ringraziamento con i genitori del Ciad, ma il Ciad teme che le loro bizzarre abitudini lo facciano apparire irresponsabile.

## Le due facce dell'amicizia
- Titolo originale: A Sumoful Mind
- Trama: Quando Jeff si rende conto che le nuove classi di Sumo sono state strofinando su Sumo, cerca di promuovere ulteriormente questo nuovo intellettuale Sumo! Ma le buffonate di Clarence invertiranno il duro lavoro di Jeff?

## Vita all'aria aperta
- Titolo originale: Animal Day
- Trama: Clarence sente il richiamo della natura selvaggia e decide di vivere una nuova vita, libera dal trambusto del mondo moderno. Reclutamento di alcuni amici, Clarence si propone di trovare un nuovo posto dove vivere la sua vita selvaggia, ma ben presto si rende conto che gli mancano alcune abilità di sopravvivenza di base.

## Avventura nelle fogne
- Titolo originale: The Tunnel
- Trama: Dopo che Clarence sbatte accidentalmente il nuovo videogioco di Belson in un tombino, Belson entra in un tunnel fognario per recuperarlo.

## Talent show
- Titolo originale: Talent Show
- Trama: Clarence lancia un grande talent show nel suo giardino per mostrare i talenti nascosti di tutti i suoi amici.

## Carla un'auto speciale
- Titolo originale: RC Car
- Trama: Clarence passa una giornata fuori con la sua macchina da corsa giocattolo, che lui chiama Carla. Alla fine convinto che Carla ha una mente propria, decide di seguirla in nuove avventure. L'inseguimento dell'auto di Clarence ostacolerà i piani di Jeff e Sumo per la giornata?

## Il dog sitter
- Titolo originale: Dog King Clarence
- Trama: Quando il vicino di casa di Clarence, Gale, lo recluta per prendersi cura del suo cane per lei, sa che sarà un gioco da ragazzi; tuttavia, il cane di Gale si dimostra un po' più impegnativo di quanto lei si aspetti.

## Una strana vicina
- Titolo originale: Trampoline
- Trama: Mary compra un nuovo trampolino per la famiglia, ma un incidente la lascia per un po' di tempo sul divano. Determinata a combattere la noia di essere intrappolata all'interno, scopre che il suo vicino di casa può nascondere qualcosa di eccitante.

## Il film di Clarence
- Titolo originale: Clarence the Movie
- Trama: Quando Clarence inizia a giocare con la sua videocamera domestica, è sempre più attratto dal mondo del cinema. Dai giocattoli parlanti ai veri attori ai temi documentari, Clarence è determinato a trovare lo stile giusto per raccontare la sua storia!

## Belson ha la ragazza!
- Titolo originale: Belson Gets a Girlfriend
- Trama: Clarence aiuta Belson a trovare una ragazza, ma sarà complicato.

## Troppa TV, Clarence!
- Titolo originale: Brain TV
- Trama: Dopo una maratona di classici episodi comici, Clarence rimane bloccato come l'alter-ego "Clarry", una versione comica dell'odio per overdose esagerata da se stesso.

## Clarence scrive un racconto
- Titolo originale: Etiquette Clarence
- Trama: Clarence presenta una breve storia in un concorso di scrittura creativa e si rallegra quando scopre di essere stato accettato come finalista. Ma quando Jeff scopre che Clarence deve partecipare a una cena formale, insiste nel trasformare l'avvilito Clarence in un gentiluomo adatto.

## Il videonoleggio
- Titolo originale: Video Store
- Trama: Clarence, Jeff e Sumo noleggiano film in una videoteca.

## Grandi amici
- Titolo originale: Anywhere but Sumo
- Trama: Quando Clarence si rende conto che Sumo ha fatto un nuovo gruppo di amici nella sua nuova scuola, diventa geloso e confuso.